# Bahnbetriebswerk Warburg

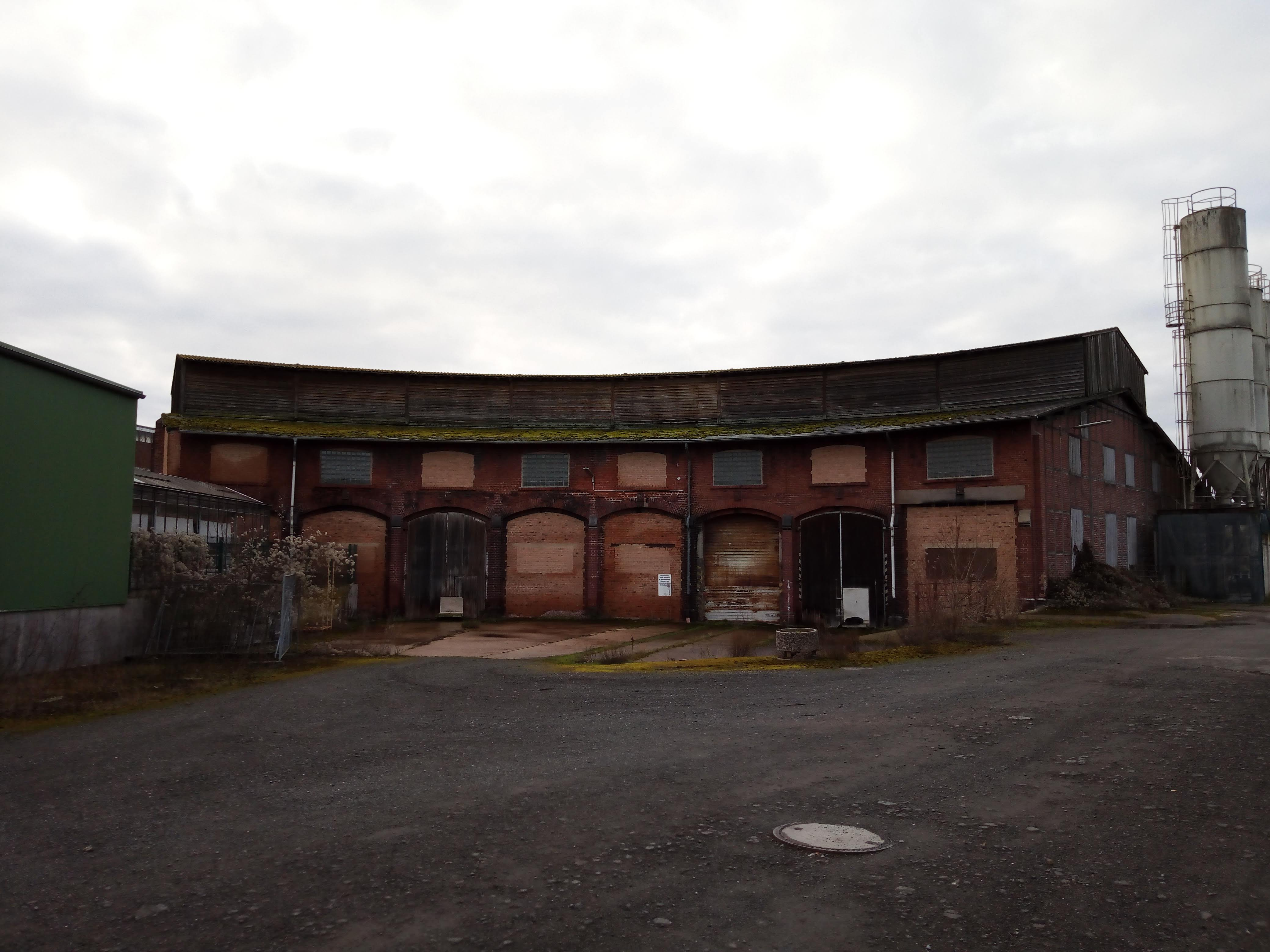
Ehemaliger Lokschuppen

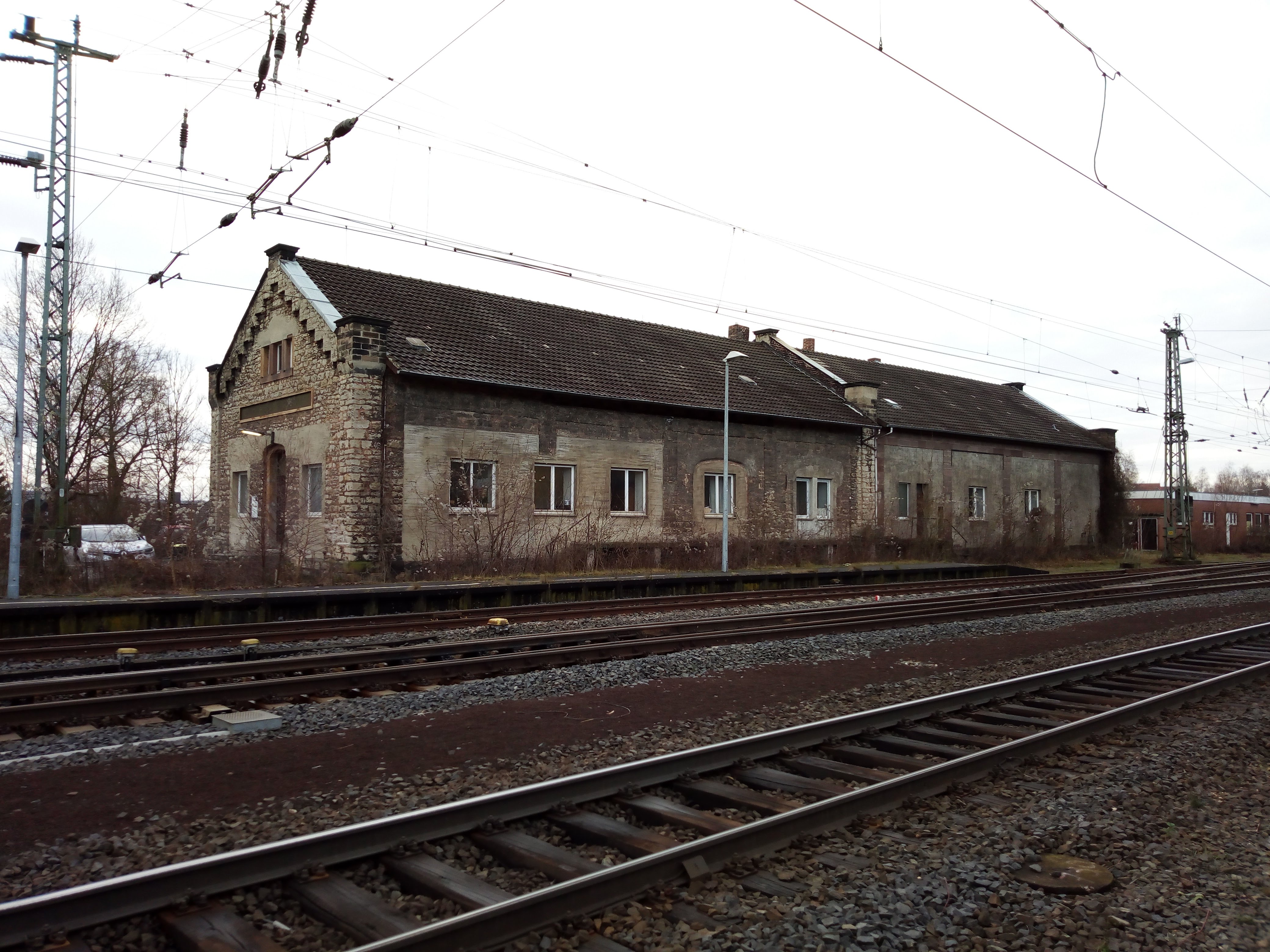
Betriebsgebäude

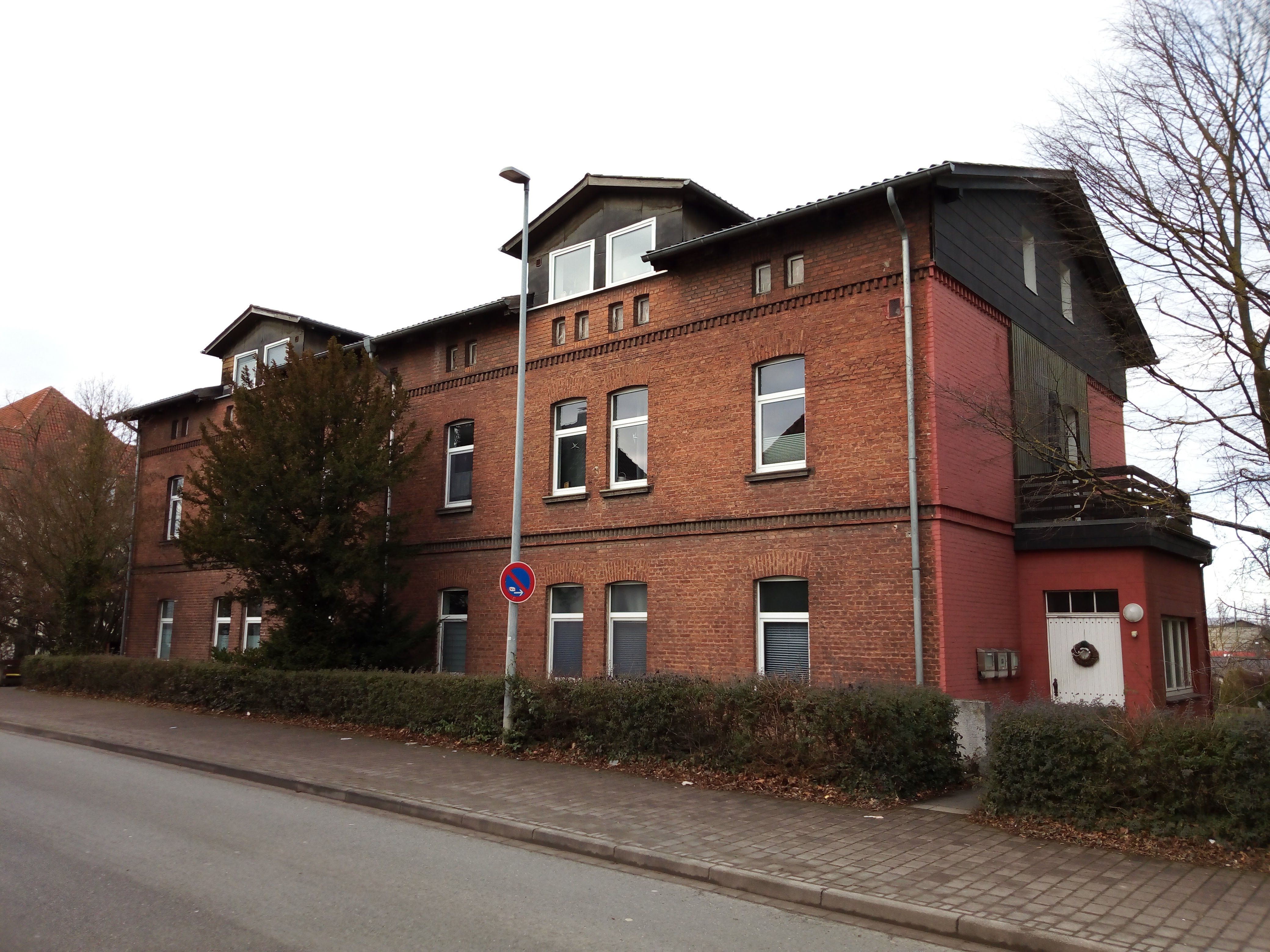
Bahnarbeiterhaus an der Landfurt

Das Bahnbetriebswerk Warburg war ein Bahnbetriebswerk, das von 1851 bis 1959 bestand.

## Geschichte
Eine erste Betriebsstätte gab es bereits mit der Eröffnung der Hessischen Nordbahn um 1851. Das Werk lag an der Nordseite des Warburger Bahnhofs. Mit Anschluss der anderen Strecken stieg die Notwendigkeit der Lokvorhaltung und Versorgung, so dass bald eine neue Betriebswerkstätte im südwestlichen Bereich der Gütergleise eingerichtet wurde. 1907 gab es einen zwölfständigen Halbrundschuppen und eine Wagenwerkstatt.
In den 1920er und 1930er Jahren wurde der Lokschuppen auf 20 Stände erweitert und mit einer längeren Drehscheibe und einem zweiten Wasserturm versehen. Die Wagenwerkstatt wurde auf die Nordseite des Lokschuppens verlegt. Als wichtiger Knotenpunkt im Ost-West-Verkehr wurde das Bahnbetriebswerk während des Zweiten Weltkrieges mehrfach bombardiert. Der Lokschuppen verlor unter anderem die Mittelstände 8 bis 13, die nicht wieder aufgebaut wurden.
Im Herbst 1945 wechselte das Bw Warburg von der RBD Kassel zur Wuppertaler Direktion. Die Verkehrsströme änderten sich nach der Grenzziehung zunehmend auf die Nord-Süd-Achsen, wobei die Relation von Hannover über Hameln und Altenbeken nach Kassel eine größere Bedeutung erlangte und in den Folgejahren auch oft als Umleitungsstrecke der direkten Trasse über Göttingen fungierte.
Im Mai 1950 verlor das nur wenige Kilometer westlich gelegene Bw Scherfede seine Selbstständigkeit und wurde für kurze Zeit eine Außenstation von Warburg. Im Mai 1959 verlor auch das Bw Warburg seine Eigenständigkeit und wurde dem Bw Bestwig untergeordnet. An den Lokeinsätzen änderte sich zunächst aber wenig, denn es war weiterhin ein wichtiges Wende-Bw für die Dampflokomotiven vornehmlich aus Hagen, Paderborn, Ottbergen und Kassel.
Im Zuge der Elektrifizierung der Linie Kassel – Hamm kam es im Warburger Bahnhof zu etlichen Umbauten, verbunden mit den ersten Rückbaumaßnahmen im Bw-Areal. Parallel dazu gelangte das Werk am 1. Januar 1970 zur BD Hannover und wurde eine sogenannte Meldestelle des Bw Altenbeken. Mitte der 1980er Jahre wurde der Schuppenteil mit den Ständen 1 bis 7 abgerissen, einige Jahre später die Drehscheibe. Der Restschuppen wird seitdem privat genutzt.